# 西藤島村
西藤島村（にしふじしまむら）は福井県吉田郡にあった村。現在の福井市街の北西部、九頭竜川左岸、日野川右岸にあたる。

## 地理
- 河川 ： 九頭竜川、日野川

## 歴史
- 1889年（明治22年）4月1日 - 町村制の施行により、吉田郡牧野島村、重藤村、福万村、上里村、八島村、堀宮村、三郎丸村、西堀村、三屋村、地蔵堂村、里別所村、海老助村、上伏村、安竹村、土橋村、黒丸村、郡村、足羽郡田原下村及び深谷村の区域をもって、吉田郡西藤島村が発足する。
- 1948年（昭和23年）6月1日 - 大字田原下及び大字牧の島の区域が福井市に編入する。
- 1951年（昭和26年）3月30日 - 福井市に編入する。

## 交通

### 鉄道路線
現在は旧村域にえちぜん鉄道三国芦原線の日華化学前駅・八ツ島駅が所在するが、当時は未開業。